# アスプレイ
アスプレイ（Asprey International Limited）は、イギリスの宝飾品会社である。本店はニュー・ボンド・ストリートに所在する。

## 概要
アスプレイは1781年、ロンドンのミッチャムでウィリアム・アスプレイにより創業。H.1862年のロンドン万博の際にはドレッシングケースで金賞受賞したが、1867年のパリ万博ではライバルのH.J. Cave & Sonsに敗れる。また2013年にチャールズ3世（当時皇太子）に当社が御用達品を献上した。
また、トロフィーの制作も多い。DPワールドツアー・チャンピオンシップ・ドバイとレース・トゥ・ドバイ、ICCクリケット・ワールドカップ、ICCチャンピオンズトロフィー、ウィンブルドン準優勝皿、FAカップのメダルとトロフィー、プレミアリーグ、ドバイワールドカップ、ダービーステークス、ヨーロピアンラグビーチャンピオンズカップ、アビバ・プレミアシップなどの大会でトロフィーを制作した。
また映画でも1997年の『タイタニック』では当社のネックレスが使用された。